# Mariusz Lipiński
Mariusz Lipiński (ur. 1976) – polski prawnik, rolnik i polityk.

## Życiorys
W 2000 ukończył studia na Wydziale Prawa i Administracji Uniwersytetu Marii Curie-Skłodowskiej w Lublinie. Zasiadał w Senacie UMCS, udzielał się w samorządzie studenckim i parlamencie studenckim. Ponadto zarządzał studencką firmą Żak-Pol. Rozpoczął studia doktoranckie w Zakładzie Teorii Państwa i Prawa UMCS. Od 2000 do 2002 wykładał w Prywatnej Wyższej Szkole Businessu i Administracji w Warszawie. W 2001 pełnił funkcję doradcy prawnego Związku Zawodowego Pracowników Cywilnych Ministerstwa Spraw Wewnętrznych i Administracji. W 2003 był pracownikiem Zespołu Prawnego Agencji Nieruchomości Rolnych. W latach 2004–2007 był wiceprezesem Agencji Rynku Rolnego. Od 28 listopada do 18 grudnia 2007 był wiceprezesem Agencji Restrukturyzacji i Modernizacji Rolnictwa.

### Działalność polityczna
Działał w Partii Ludowo-Demokratycznej i był szefem jej młodzieżówki – Towarzystwa Promocji Młodych. W wyborach parlamentarnych w 2001 bez powodzenia startował do Sejmu z listy SLD-UP (PLD była uczestnikiem tej koalicji). 20 kwietnia 2002 wprowadził TPM w skład Sojuszu Młodej Lewicy – ówczesnej młodzieżówki SLD.
13 marca 2005 został przewodniczącym partii Stronnictwo Gospodarcze, powołanej w miejsce rozwiązanej tego dnia PLD (kierowanej przez Romana Jagielińskiego). Ugrupowanie to posiadało 11-osobowe koło poselskie, jednak w wyborach w tym samym roku nie wprowadziło do parlamentu żadnego reprezentanta (startując z list SLD), nie złożyło za tamten rok sprawozdania finansowego i 21 września 2006 zostało wykreślone z ewidencji.